# Volodîmîrivka, Krînîcikî
Volodîmîrivka (în ucraineană Володимирівка) este un sat în comuna Cervonîi Promin din raionul Krînîcikî, regiunea Dnipropetrovsk, Ucraina.

## Demografie
Componența lingvistică a localității Volodîmîrivka
     Ucraineană (96,51%)
     Alte limbi (1,16%)
Conform recensământului din 2001, majoritatea populației localității Volodîmîrivka era vorbitoare de ucraineană (96,51%), existând în minoritate și vorbitori de armeană (1,74%).